# Syspira longipes
Espèce
Syspira longipes est une espèce d'araignées aranéomorphes de la famille des Miturgidae.

## Distribution
Cette espèce est endémique du Mexique.

## Description
La femelle holotype mesure 13 mm.

## Publication originale
- Simon, 1895 : Descriptions de quelques arachnides de Basse-Californie faisant partie des collections du Dr Geo. Marx. Bulletin de la Société Zoologique de France, vol. 20, p. 134-137 (texte intégral).